# Aldo Zadrima
Aldo Zadrima (ur. 15 stycznia 1948 w Tiranie) – albański szachista i trener szachowy, zwycięzca Mistrzostw Albanii w Szachach z 1994 roku.

## Kariera sportowa
W 1972 roku wziął udział w olimpiadzie szachowej w Skopje, rozegrał cztery mecze i każdy z nich zakończył się remisem; przeciwnikami Alda Zadrimy byli: Belg Roland Beyen (27 września, remis w 1. rundzie), Kubańczyk Joaquín Carlos Diaz (29 września), Norweg Ragnar Harald Hoen (2 października) oraz Włoch Guido Cappello (5 września).
W październiku 1979 roku uczestniczył w XI Bałkaniadzie; najpierw zremisował mecze z Turkiem Ergunem Gumrukcuoglu oraz Rumunem Theodorem Ghitescu, następnie przegrał z jugosłowiańskim zawodnikiem Enverem Bukiciem, wygrał z Bułgarem Georgim Tringowem i ponownie przegrał, tym razem z Grekiem Chrisantosem Pountsasem.
Podczas olimpiady szachowej 1980 w Valletcie zagrał w dwóch meczach; 21 listopada przegrał z Polakiem Adamem Kuligowskim, a 2 grudnia Albańczyka pokonał Austriak Walter Wittmann. Zadrima uczestniczył także w olimpiadzie szachowej 1982 w Lucernie; 2 listopada przegrał z Rumunem Mihaiem Șubą, a 13 listopada przegrał także z Francuzem Danielem Roosem, a dwa dni później zremisował z Brytyjczykiem Iolo Ceredigiem Jonesem.
W 1984 roku po raz trzeci z rzędu wziął udział w olimpiadzie szachowej (tegoroczna olimpiada szachowa odbyła się w Salonikach); 19 listopada Zadrima wygrał mecz z japońskim zawodnikiem Shigeru Sugayą, dwa dni później przegrał z chilijskim zawodnikiem Hernanem Salazarem Jacobem oraz 22 listopada wygrał z Maltańczykiem Anthonym Zarbem. Kolejne 5 meczów z udziałem Albańczyka zakończyło się remisem, jego przeciwnikami byli: Erling Mortensen z Danii (24 listopada), David Anderson Gollogly z Wielkiej Brytanii (27 listopada), Reynaldo Vera z Kuby (28 listopada), Ján Plachetka z Czechosłowacji (2 grudnia) oraz Roman Pelc, pochodzący z ZSRR reprezentant Kanady narodowości ukraińskiej (4 grudnia).
We wrześniu 1991 roku Aldo Zadrima wziął udział w turnieju Forlì Open; 7 września zremisował z Izraelczykiem Israelem Shrentzelem, następnego dnia Zadrima ponownie zremisował z duńskim zawodnikiem Mikkelem Antonsenem. 9 września przegrał z reprezentującym Czechosłowację Pavlem Votrubą, w następnym dniu ponownie przegrał, tym razem z Niemcem Wolfgangiem Wintersteinem, następnie 10 września Zadrima zremisował mecz z włoskim zawodnikiem Gabrielem Mileto. 12 września wygrał mecz z Francuzem Arnaudem Payenem, następnego dnia ponownie wygrał, tym razem z Włochem Alanem Mauro. Po raz trzeci z rzędu Zadrima wygrał 14 września z innym włoskim zawodnikiem Vittorio Anceschim. 15 września zremisował z Duńczykiem Madsem Boe.
W lutym 1993 roku uczestniczył w turnieju Cappelle-la-Grande; początkowo zremisował ze swoim rodakiem Ilirem Seitajem, przegrał następnie z Rosjaninem Aleksandrem Karpatczewem i ponownie zremisował, tym razem z Francuzem Cedrikiem Lhoussenem. Zadrimie udało się wygrać z dominikańską zawodniczką Eneidą Astolfi Perez, zremisował z Holendrem Hansem Klarenbeekiem i następnie pokonał chorwackiego zawodnika Gordana Markoticia.
W 1994 roku zwyciężył w Mistrzostwach Albanii w Szachach, reprezentując klub KF Tirana.
W październiku 1994 roku Aldo Zadrima wziął udział w XXV Bałkaniadzie; przegrał z Grekiem Wasiliosem Kotroniasem, następnie zremisował z Turkiem Canem Ardumanem. Wygrał mecz z Jugosłowianinem Milanem Drasko, następnie przegrał dwa kolejne mecze: z Rumunem Constantinem Ionescu oraz z Bułgarem Weselinem Topałowem.
W grudniu 1994 wziął także udział w olimpiadzie szachowej w Moskwie; 2 grudnia przegrał ze słowackim zawodnikiem Ľubomírem Ftáčnikiem, następnego dnia Albańczyk został pokonany przez słoweńskiego zawodnika Dražena Sermka. 9 grudnia Zadrima został pokonany przez Indonezyjczyka Ututa Adianto, a 15 grudnia Albańczykowi udało się pokonać Rosjanina Siergieja Kryłowa. 16 grudnia przegrał z Kazachem Serikbajem Temirbajewem.
W maju 1995 roku uczestniczył w turnieju Ankara Zonal; Albańczyk pokonał Cypryjczyka Antoniosa Georgiou, następnie przegrał z Ormianinem Symbatem Lyputianem, a mecz z Turkiem Canem Ardumanem zakończył się remisem. Następnie Albańczyk przegrał z innym Turkiem Hakanem Erdoganem oraz zremisował z Jugosłowianinem Miroslavem Tošiciem. Dwa następne z rzędu mecze zakończyły się porażką Zadrimy; grał przeciwko Turkowi Suatowi Atalikowi oraz Gruzinowi Tamazowi Tabatadze. Udało mu się wygrać z tureckim zawodnikiem Selimem Gurcanem.
W 2002 roku wziął udział w trzech meczach zorganizowanych w ramach olimpiady szachowej w Bledzie; 26 października wygrał z Bermudczykiem Nigelem Freemanem, jednak następnego dnia przegrał z Bułgarem Marijanem Petrowem. 2 listopada przegrał z Kanadyjczykiem Pascalem Charbonneau.